# آندره پوگنبورگ
آندره پوگنبورگ (انگلیسی: André Poggenborg؛ زادهٔ ۱۷ سپتامبر ۱۹۸۳) بازیکن فوتبال اهل آلمان است.
از باشگاه‌هایی که در آن بازی کرده‌است می‌توان به باشگاه فوتبال اس‌سی فورتونا کلن و باشگاه فوتبال دویسبورگ اشاره کرد.